# サッカーの背番号

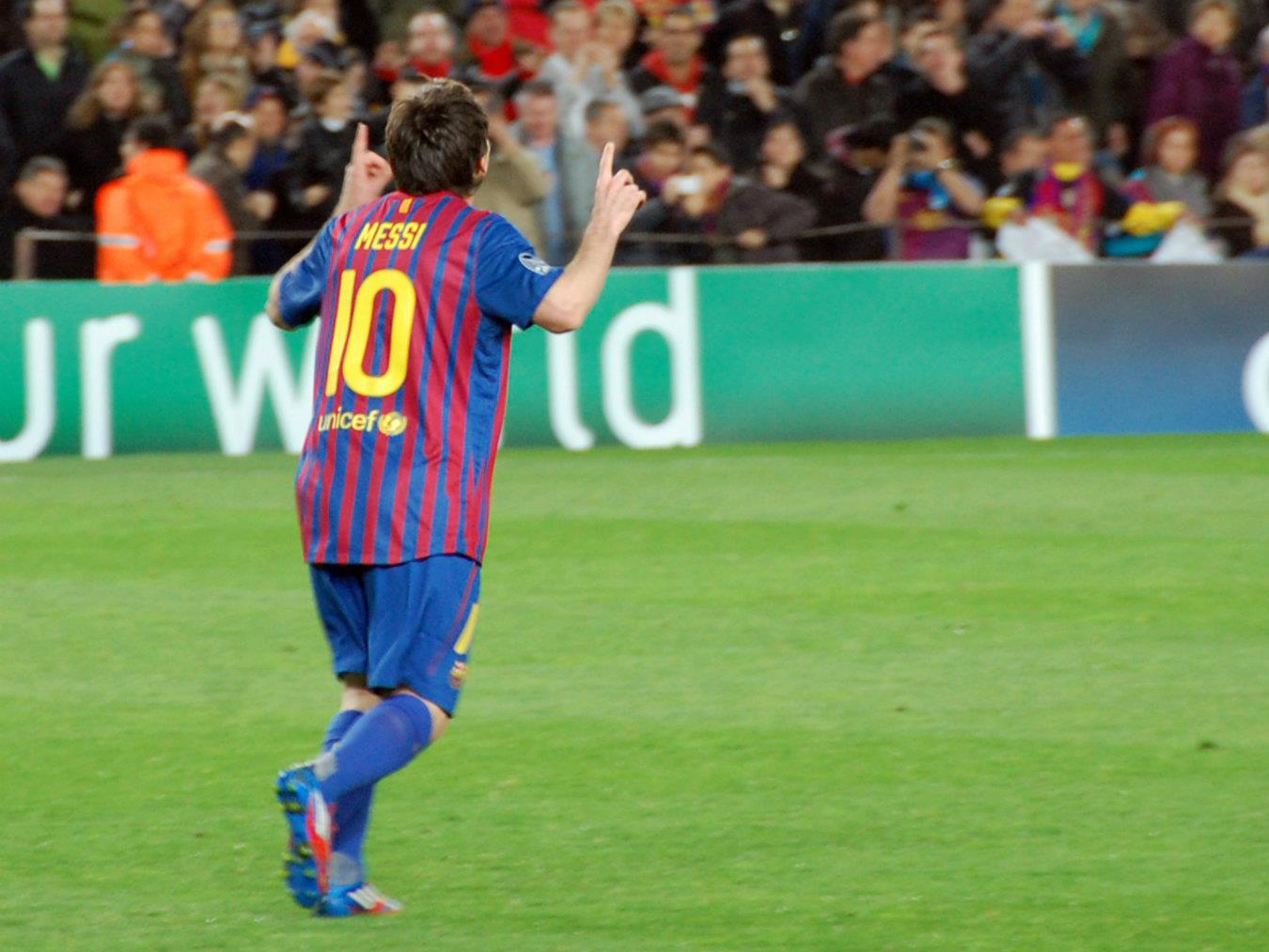
サッカーのユニフォームに書かれた背番号。この場合は選手の名前とチーム名も記載されている。

本項ではサッカーにおける背番号について解説する。

## 概要
サッカーにおいて背番号制度が導入されたのは20世紀初頭になってからである。1897年、オーストラリア・ブリスベンで行われたラグビーのクインズランド対ニュージランド戦で使用されたのを契機に、イギリスにおいてサッカーでも使用すべきではという言説がなされるようになった。こうした議論を経て、1928年のイングランドリーグ、アーセナル対チェルシー戦において、サッカーで初めて背番号をつけたジャージー（ユニフォーム）での試合が行われた。チーム関係者からは「数字がチームカラーをスポイルする」として不評だったが、プログラムブックを見なければ選手が判らないことに対して不満を感じていた観戦者から概ね好評であった。その後、1933年にFAカップ決勝戦（エヴァートン対マンチェスター・シティ）で再び背番号入りのジャージーが試用され、エヴァートンの選手が1番から11番を、マンチェスターシティの選手が12番から22番をそれぞれ着用して試合が行われた。以降FAカップでは背番号制度が本格的に導入され、1939年にはイングランド・リーグでも導入されるようになる。
導入当時は1番から11番まで固定で、19世紀末から1920年代半ばまで世界のサッカー界を席巻していた2-3-5のVフォーメーションに沿ってゴールキーパーから順に、ポジションが前に行くに従って番号が大きくなるよう設定された。まず最後尾のゴールキーパーは1番。続いて2人のフルバックは右から順に、ライトバック2番、レフトバック3番が割り振られた。3人のハーフバックも同様に、右からライトハーフ4番、センターハーフ5番、レフトハーフ6番。5人が並ぶフォワードは、ライトウィング7番、インサイドライト8番、センターフォワード9番、インサイドレフト10番、レフトウィング11番となった。
この背番号がスタンダードとなり、世界に広まっていった。
しかし、その後のそれぞれの国でのフォーメーションの変化にともない、各背番号が指すポジションは国ごとに変化していった。
以前は試合ごとにスターティングメンバーに1番から11番までが与えられていたが、現在、世界中のほとんどのプロリーグで背番号は固定制となり、選手は年間を通じて好きな番号を付けることができるようになった。また特に目立つことが好きな選手には、昔は誰もつけていなかったような大きな数字でさえ選ばれるようになった。ファンや観客が選手を特定するのが容易になった反面、ポジションと背番号との同一性はあまり感じられなくなってしまった。
現在の固定背番号制は1993-94シーズンからプレミアリーグで開始され、1994-95シーズンからブンデスリーガで、1995-96シーズンからセリエAとラ・リーガで、1996-97シーズンからリーグ・アンで導入された。
日本では1965年開幕の日本サッカーリーグ時代から固定背番号制だったが、1993年開幕のJリーグでは変動背番号制となっていた。ただしJリーグでも1997年からは固定背番号制が使用されている。

### 永久欠番
1993年、プレミアリーグで固定背番号制が導入され、試合ごとに背番号を割り当てるのではなく、個人ごとに番号が割り当てられるようになった。これにより、他の競技で見られるような永久欠番の概念がサッカーにも登場し、ナポリの10番（ディエゴ・マラドーナ）、マンチェスター・シティの23番（マルク＝ヴィヴィアン・フォエ）、バイエルン・ミュンヘンの5番（フランツ・ベッケンバウアー）などが知られている。

## 各国の歴史

### イングランド
イングランドでは、1930年代から3-2-2-3のWMフォーメーションが一般的になる。それにともない、HBから5番のセンターハーフがFBの真ん中に下がる。そしてFWから8番と10番が下がってHBに加わった。このフォーメーションと背番号がヨーロッパ全体に広まった。
1960年代には、6番がディフェンスラインに下がって4バックを形成する4-3-3へと変化する。
その後、ヨーロッパの中ではいち早く4-4-2システムに移行。現在のイングランドで4-4-2と言えば、GKは1番、DFは左から3番 6番 5番 2番、MFは左ハーフ11番、中央に4番と8番、右ハーフ7番が並ぶ。そして、FWは9番と10番がコンビを組むこととなる。

### 南米
南米では、フォーメーションはヨーロッパとは異なる進化を遂げる。前述の2バックのVフォーメーションから、WMフォーメーションの3バックを経ずにいきなり4-2-4という4バックのフォーメーションを採用。選手のポジション変更にともない、背番号の配置も変わっていった。
ブラジルでは、HBの両サイド、4番と6番がFBの2人を挟むように下がり、FWラインから8番がHBに加わった。その後、4番が内側の2番と入れ替わり、現在の4バックの布陣となった。左から並べると、6番 3番 4番 2番となる（さらに3番と4番が入れ替わり、6番 4番 3番 2番となることもある）。
一方、アルゼンチンではHBの4番 6番は、FBの間に入るように後ろに下がった。左から並べると3番 6番 4番 2番となる。
ブラジルはこの4-2-4のフォーメーションで1958 FIFAワールドカップを制覇。この時、ペレが10番をつけていたことから、10番＝エースナンバーというイメージが世界中に広がった。その後、ブラジルは4-3-3を採用して1962 FIFAワールドカップも制し、世界中の国がそれを採用することになった。
現在のブラジルでは、4-4-2の場合、以下のようになることが多い。GKは1番、DFは左から 6番 3番 4番 2番、ボランチは5番 8番、攻撃的MFは7番 10番、FW 9番 11番。もともと左右のウイングだった7番と11番は、FWとMFの位置を入れ替わることもある。

### イタリア
現在、国内トップリーグであるセリエAでは、88番を除く1番から99番まで自由に背番号を決めて良いという規定があり、選手は99番などの大きな数字を背中に付けたり、自分の生年の下2桁を背番号にしたりすることもある。ただし、88番は2023-24シーズンよりナチス・ドイツを想起させるとして使用が禁止されている。

### オランダ
オランダの場合、6番はボランチ、8番はサイドアタッカー、10番はトップ下に与えられる傾向がある。
伝統的なアヤックス風の3-4-3フォーメーションでは、GKは1番、DFは左から5番 3番 2番、MFはダイヤモンド型の下の頂点が4番、左が8番、右が6番、上の頂点が10番、FWは左から11番 9番 7番となる。
国内プロリーグでは、ファン獲得のために1970年に固定背番号制を採用したが、これは当時のヨーロッパでは画期的なことだった。

### スペイン
スペインの場合、一般的には4-2-3-1だが、オランダ人のヨハン・クライフが監督を務めたFCバルセロナがオランダ風の背番号のつけ方をしていた。
リーガ・エスパニョーラは、国内のコンペティション（リーグ戦、国王杯）で1番から25番までと規定されており、1番・13番・25番（例外あり）はGKが使用する。リザーブチームの選手が出場する際には26番以降が使用される。

### フランス
リーグ・アンは、国内のコンペティション（リーグ戦）で1番から30番までと規定されており、うち1番・16番・30番は原則としてGKが使用する。Bチームからトップチームに昇格した選手は例外として31番以降が使用され、そのうち40番はGKに割り当てられる。クープ・ドゥ・フランスに関しては、固定背番号制ではなく、試合ごとに1番から順に先発メンバーに割り当てられる。控え選手が12番から18番が使用され、そのうち16番はGKに割り当てられる。
2021-22シーズンにパリ・サンジェルマンFCへ加入したリオネル・メッシ、ジャンルイジ・ドンナルンマは特例によりそれぞれ30番、50番を着用することになった。
2022-23シーズンから規定が一部変更され、柔軟な対応が行えるようになった。一例として、ドンナルンマは前シーズンの50番から99番に変更され、オリンピック・マルセイユに加入したアレクシス・サンチェスは70番、オリンピック・リヨンに加入したコランタン・トリッソ、アレクサンドル・ラカゼットはそれぞれ88番、91番を着用している。

### ドイツ
ブンデスリーガは、2005-06シーズンにビセンテ・リザラズがFCバイエルン・ミュンヘンへ復帰した際に69番を使用するケースもあったが、2011年から40番以降の番号は原則禁止となり、例外はその時点で40番以上をつけていた選手かクラブの選手登録数が40を超えていた場合のみとなった。ただし、ケヴィン・カンプルが2017年にRBライプツィヒへ移籍した際、登録数は40人以下だったが、カンプルの44番歴が長かったために例外的に認められたケースもある。

### 日本

#### 背番号とポジションの関係
一般的には、
- 1番：ゴールキーパー
- 2番：右サイドバック
- 3番：左サイドバック、センターバック、右サイドバック
- 4番：センターバック、右サイドバック
- 5番：センターバック、守備的ミッドフィルダー
- 6番：守備的ミッドフィルダー、左サイドバック
- 7番：右サイドハーフ、右ウイング、攻撃的ミッドフィルダー
- 8番：攻撃的ミッドフィルダー、守備的ミッドフィルダー
- 9番：センターフォワード
- 10番：攻撃的ミッドフィルダー、センターフォワード
- 11番：フォワード、左ウイング、左サイドハーフ

とされることが多い。

#### プロおよびアマチュアの全国リーグ
1965年に初めての全国リーグである日本サッカーリーグが誕生した際には、「ファンに選手を覚えてもらおう」ということで、選手ごとに番号がつけられる固定背番号制が採用された。しかし、これには登録が随時のためにレギュラーであるはずの外国籍選手の番号が20番や30番といった大きな番号になってしまうという問題があった。
1993年に開幕した国内初のサッカーのプロリーグであるJリーグでは、初年度の1993年から1996年まではポジションごとの役割が理解しやすいようにと、試合ごとに先発選手がポジションに応じて1番から11番を、そして控え選手が12番から16番をつける変動背番号制が採用され、1997シーズンからは、選手の認知度を高めることを目的に、再び固定背番号制が採用された。一方、天皇杯全日本サッカー選手権大会では引き続き固定背番号制だったため、大会限定で背番号を登録していた。
また、2004年には欠番の解禁など規約が一部改定されたことで特定の番号（12番が多い）をクラブ公式にサポーターズナンバーとし欠番とするクラブが出てきた。 
2018年5月30日、アンドレス・イニエスタの加入がきっかけとなり、Jリーグの理事会が開催され、シーズン途中の背番号変更が可能となり、同日から適用となった。初適用者は当時神戸の三田啓貴で、8番から7番へ変更となった。 
2024年シーズン時点の主な規約内容は以下の通り。
- 背番号0は不可。
- 背番号1はゴールキーパー、背番号2から11まではフィールドプレーヤーが付けなければならない。
- 背番号12以降は、99までをポジションに関係なく自由に着用できる。欠番可（Jリーグに関しては、2022年までは12-50番まではポジションに関わらず自由着用で欠番可。51番以後については連番とし欠番不可としていた[13]。WEリーグに関しては、2023-24シーズンまでは12-50番まではポジションに関わらず自由着用で欠番可。51番以後については連番とし欠番不可としていた[14]）。

なお、変動背番号制であった1996年にはガンバ大阪の今藤幸治がGKの番号である1番以外の2番から11番までの背番号を付けた事がある。